# Port lotniczy Lubango
Port lotniczy Lubango – międzynarodowy port lotniczy położony w Lubango, w Angoli.

## Linie lotnicze i połączenia
| Linia Lotnicza       | Kierunek                                               |
| -------------------- | ------------------------------------------------------ |
| TAAG Angola Airlines | 1. Catumbela 2. Huambo 3. Luanda 4. Ondjiva 5. Windhuk |